# Szałowicze (przystanek kolejowy)
Szałowicze (biał. Шалавічы; ros. Шаловичи) – przystanek kolejowy w pobliżu miejscowości Szałowicze, w rejonie słuckim, w obwodzie mińskim, na Białorusi. Leży na linii Osipowicze – Baranowicze.